# Landrethun-le-Nord

Landrethun-le-Nord este o comună în departamentul Pas-de-Calais, Franța. În 1 ianuarie 2022 avea o populație de 1.242 de locuitori.